# S/S Nalle

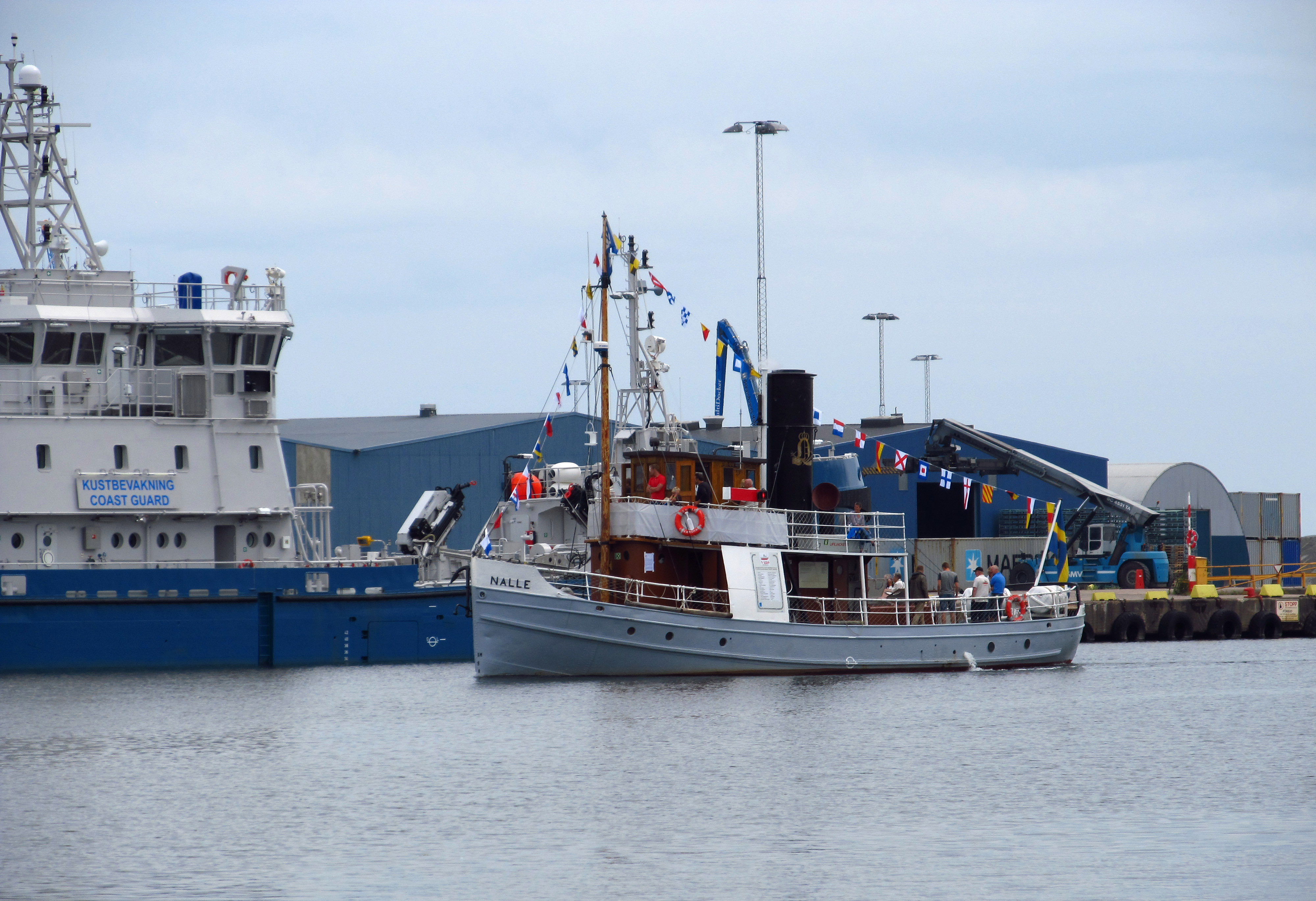
S/S Nalle under gång i Oskarshamns hamn.

S/S Nalle är en bogserbåt byggd 1923 vid Oskarshamns Mekaniska Verkstad. 

## Historia
Oskarshamns drätselkammare (motsvarigheten till dagens kommunstyrelse) beställde i början av 1920-talet en bogserbåt för tjänstgöring i Oskarshamns hamn. S/S Nalle sjösattes 1923 och levererades till ett pris av 112 000 kr. Efter mer än 40 års tjänst såldes hon år 1965 och hamnade till slut i Köpenhamn på 1980-talet där hon tjänade som flytande bostad. År 2000 köptes båten tillbaka till Oskarshamn och har rustats upp av föreningen S/S Nalle. Bogserbåten S/S Nalle ligger numera förtöjd vid norra kajen i Oskarshamns inre hamn.